# Епархия Вальедупара

Герб епархии Вальедупара

Епархия Вальедупара (лат. Dioecesis Valleduparensis) — епархия Римско-Католической церкви с центром в городе Вальедупар, Колумбия. Епархия Вальедупара входит в митрополию Барранкильи. Кафедральным собором епархии Вальедупара является церковь Пресвятой Девы Марии Розария.

## История
4 декабря 1952 года Римский папа Павел VI издал буллу «Gravi illa beati», которой разделил апостольский викариат Гуахиры на апостольский викариат Вальедупара и апостольский викариат Риоачи (сегодня — Епархия Риоачи).
25 апреля 1969 года Римский папа Павел VI издал буллу «Qui in beatissimi», которой преобразовал апостольский викариат Вальедупара в епархию.
17 января 2006 года епархия Вальедупара передал часть своей территории для возведения новой епархии Эль-Банко.

## Ординарии епархии
- епископ Vicente Roig y Villalba O.F.M.Cap.[1] (4.12.1952 — 5.04.1977);
- епископ José Agustín Valbuena Jáuregui (9.09.1977 — 10.06.2003);
- епископ Óscar José Vélez Isaza C.M.F. (10.06.2003 — по настоящее время).

## Источник
- Annuario Pontificio, Libreria Editrice Vaticana, Città del Vaticano, 2003, ISBN 88-209-7422-3
- Bolla Gravi illa beati, AAS 45 (1953), стр. 262  (лат.)
- Булла Qui in beatissimi  (лат.)